# بطولة النخبة الدولية الودية أبها
بطولة النخبة الدولية الودية أبها يعتبر صاحب السمو الملكي الأمير فيصل بن خالد بن عبدالعزيز آل سعود هو صاحب فكرة إنشاء بطولة النخبة الدولية، وقد قام بتأسيس الفكرة في العام 2008 ميلادية حين كان أميرا لمنطقة عسير.
ويعد هو الداعم الرئيسي خلف البطولة في جلب الاندية المميزة حيث شهدنا اندية من إيطاليا والبرازيل يشاركون في النسخة الثالثة وهي نسخة هذا العام 2010 ميلادية.

## تاريخ البطولة

### في البطولة الأولى 2008
كانت مزيج بين اندية عربية وسعودية والتي مثل الاندية السعودي ناديي الاتحاد والرائد، استطاع الرائد الظفر بالبطولة بعدما كان نظام البطولة بنظام الدوري.
فقد حقق الرائد تسعة نقاط من خلال ثلاث مباريات فاز بها جميعها، وخلفه في المركز الثاني الاتحاد السعودي، فلحقه الجيش الملكي واخيرا نادي الكرامة السوري، وقام الأمير فيصل بن خالد بتقليد نادي الرائد كاس البطولة.

### في البطولة الثانية 2009
اكدت اندية القصيم هيمنتها على البطولة، وقد حقق نادي الحزم البطولة في نخستها الثانية بعد فوزهـ على نادي ابها في الركلات الترجيحية بنهائي البطولة.
يذكر ان نادي الهلال شارك بالبطولة كما انه وقع في مجموعته مع كل من نادي الحزم ونادي الوحدة وخسر نادي الهلال الذي شارك وحيدا في البطولة بفريقه الاولمبي كلتا مباراتيه.

### البطولة الثالثة والأخيرة 2010
بعد الإعلان عن أسماء المشاركين في البطولة، وهي كالتالي:-
1. نادي الهلال السعودي
2. نادي الشباب السعودي
3. نادي الوداد البيضاوي المغربي
4. نادي سانتوس البرازيلي
5. نادي بولونيا لإيطالي
6. نادي أفريقيا سبورت العاجي

الأندية المشاركة في البطولة 
كان يطمح نادي الهلال بان تكون هذهـ البطولة الودية هي الاستعدادات الاخيرة للفريق قبل مواجهة نادي الغرافة القطري في سبتمبر المقبل في ربع نهائي دوري المحترفين الآسيوي 2010 ميلادية.
فالفريق تنتظرهـ مهمة وطنية في أكبر البطولات القارية والعودة للدفاع عن لقبه الذي غاب عنه منذ تسع سنوات، وكما ان الفريق يريد ان يحسن صورته في بطولة النخبة الدولية بعد المشاركة المتواضعة بالفريق الأولمبي في الموسم الماضي.
حيث ان مدرب الفريق ايرك جيرتيس اعتمد على تشكيلته الاساسية في الفريق الأول ليهاجم بها في البطولة هذا الموسم، وجعل الفريق الاولمبي يكثف استعداداته لمنافسات بطولة كاس الأمير فيصل بن فهد التي سوف تبدا في الشهور القليلة القادمة بعد العودة من معسكر الفريق الخارجي الذي اقيم في ألمانيا، والتعاقد مع مدرب جديد مغمور قام بالتدريب في الماضي في الخليج، يسعى الفريق الشبابي الذي هو الآخر يستعد لمهمته الوطنية في ربع نهائي دوري أبطال آسيا للمحترفين 2010 ميلادية.
فالفريق في العام الماضي حقق فقط بطولة وحيدة الا وهي بطولة كاس الأمير فيصل بن فهد، والتي تعد اقل البطولات مستوى في المملكة العربية السعودية، ويسعى الفريق جاهدا في العودة إلى منصات التتويج ولعل استعدادته القوية في ألمانيا خير شهيد على ذلك.
فالفريق سيواجه ناديين مغمورين في بلادهم وهي اندية بولونيا الإيطالي النادي العريق الإيطالي ذو الشعبية الجماهيرية الكبيرة وايضا نادي افريقيا سبورتس العاجي بطل الدوري العاجي في موسمهـ الأخير.
بطل الدوري العاجي في المواسم الثلاثة الماضية، واقوى نادي في تاريخ الكرة العاجية، يخوض نادي افريقيا سبورتس وهو النادي الأفريقي الثاني المتواجد في البطولة بجانب نادي الوداد البيضاوي المغربي اولى مواجهاته امام نادي الشباب في الجولة الأولى من مشاركته الأولى في البطولة.
ويعد الفريق جديد على جماهير الكرة السعودية، ولكن لا يعلم الكثيرون انه أفضل نادي في تاريخ الكرة العاجية وحقق الكثير من البطولات التي اقتصرت على الصعيد المحلي، فلم يسبق للاندية العاجية ان حققت ما استطاعت تحقيقه منتخباتها على الصعيد القاري.
ملعب الفريق
نادي بولونيا الإيطالي، أحد اعرق الاندية الايطالية ويعتبر رابع أكبر قاعدة جماهيرية في الدولي الإيطالي الكالتشيو، من الفرق العريقة التي كانت تنافس في الماضي على بطولات الدوري والبطولات الخارجية، حيث اختفى بريق النادي في المواسم الاخيرة.
فالنادي في هذهـ المواسم يحاول جاهدا العودة إلى ماكان عليه سابقا، ولكن مساعي الإدارة قد بائت بالفشل، فالفريق صعد من دوري الدرجة الثانية الايطالية إلى دوري الدرجة الأولى الايطالية قبل موسمين، بالإضافة إلى انه حل في المركز الـ 17 في سلم ترتيب اندية الدوري الإيطالي.
ما يعني ان الفريق كان على حافة الهبوط مرة أخرى والعودة إلى مصاف اندية الدرجة الثانية، ولكن الفريق عرف بشعبيته بجماهيرهـ التي كانت تسجل أكبر حضور جماهيري عندما كان الفريق في دوري الدرجة الثانية الايطالية في موسم 2007 \ 2008 ميلادية.
نادي سانتوس البرازيلي، الذي يعاني في المواسم الاخيرة في خلل في الفريق، بعد حلوله في المركز الـ 12 في العام الماضي في سلم الدوري وهو الآن في المركز الثامن في دوري هذا الموسم 2010 \ 2011 ميلادية.
نادي سانتوس يعتبر من أحد الاندية التي حققت الدوري البرازيلي مرتين، وايضا هو من اقوى اندية أمريكا الجنوبية، ويعتبر الاحتكاك به من انديتنا في بطولة النخبة الدولية الحالية في ابها امر رائع في تبادل الخبرة بين الفريقين.
فالفريق وقع في المجموعة الأولى بجانب كل من الهلال والوداد البيضاوي المغربي ما يعني ان الفريق سوف يلاقي خصمين عربيين شرسين ويعتبر نادي الهلال وسانتوس هما المرشحان للظفر بالبطولة.
النادي العربي الوحيد الغير سعودي في البطولة، نادي الوداد البيضاوي المغربي، الذي يجمعه تاريخ عريق بينه وبين الاندية السعودية تكللت في المباريات الودية وفي البطولة العربية للاندية.
فالفريق بعد التعاقد مع المدرب البرازيلي الجديد الذي سوف يقود الفريق، أصبح قاب قوسين أو ادنى من اتمام استعدادهـ للموسم الجديد 2010 \ 2011 ميلادية، فالفريق حقق بطولة الدوري للدوري المغربي في الموسم الماضي 
فاز نادي الشباب السعودي على نادي الهلال السعودي المبارة النهائية.

## ملعب البطولة
أقيمت جميع المباريات في ملعب مدينة الأمير سلطان بالمحالة بمدينة أبها

## الناقل الرسمي والحصري للبطولة
القناة الرياضية السعودية نقلت جميع مباريات البطولة، بعدما قامت بشراء عقد الملكية الحصرية للبطولة.